# Pigafetta filaris
Pigafetta filaris là loài thực vật có hoa thuộc họ Arecaceae. Loài này được (Giseke) Becc. miêu tả khoa học đầu tiên năm 1877.